# لانس لويس (لاعب كرة قدم أمريكية)
لانس لويس (بالإنجليزية: Lance Lewis)‏ هو لاعب كرة قدم أمريكية أمريكي، ولد في 1 نوفمبر 1988 في كونكورد في الولايات المتحدة.

## وصلات خارجية
- لانس لويس على موقع مرجع كرة القدم المحترفة.كوم (الإنجليزية)